# Postiglione
Postiglione é uma comuna italiana da região da Campania, província de Salerno, com cerca de 2.330 habitantes. Estende-se por uma área de 47 km², tendo uma densidade populacional de 50 hab/km². Faz fronteira com Altavilla Silentina, Campagna, Castelcivita, Controne, Contursi Terme, Serre, Sicignano degli Alburni.

## Demografia
| Variação demográfica do município entre 1861 e 2011                               |
|                                                                                   |
| Fonte: Istituto Nazionale di Statistica (ISTAT) - Elaboração gráfica da Wikipedia |